# Мыслители прошлого
«Мысли́тели про́шлого» — книжная серия, выпускаемая с 1963 года российским издательством «Мысль». Библиотека «Мыслители прошлого» состоит из ряда небольших по объёму книг, содержащих основные сведения о жизни и воззрениях крупнейших представителей мировой философии. В приложениях в каждой книге содержатся извлечения из важнейших произведений данного мыслителя.

## В составе библиотеки изданы

### Соцэкгиз

#### 1963
- Гулыга А. В. Гердер. (1744—1803). — М.: Соцэкгиз, 1963. — 200 с. — 10 000 экз. — Первая книга, изданная в этой серии.
- Шакир-Заде А. С. Эпикур. — М.: Соцэкгиз, 1963. — 224 с.

### Издательство «Мысль»

#### 1965
- Баскин М. П. Монтескьё. — М.: Мысль, 1965. — 192 с.
- Бур М. Фихте / Пер. с нем. — М.: Мысль, 1965. — 168 с.
- Горфункель А. Х. Джордано Бруно. (На обложке: Бруно). — М.: Мысль, 1965. — 204 с. — 42 000 экз.

#### 1966
- Боргош Ю. Фома Аквинский / Пер. с польск. — М.: Мысль, 1966. — 216 с.
- Терновой О. С. Хосе Марти. (1853—1895). — М.: Мысль,1966. — 208 с. — 19 500 экз.

#### 1967
- Быховский Б. Э. Людвиг Фейербах. (На обложке: Фейербах). — М.: Мысль, 1967. — 240 с. — 80 000 экз.

#### 1969
- Асмус В. Ф. Платон. — М.: Мысль, 1969. — 248 с. — 25 000 экз.
- Гольдберг Н. М. Томас Пейн. (1737—1809). — М.: Мысль, 1969. — 200 с. — 17 000 экз.
- Горфункель А. Х. Томмазо Кампанелла. (На обложке: Кампанелла). — М.: Мысль, 1969. — 248 с. — 30 000 экз.
- Демидова Н. В. Писарев. — М.: Мысль, 1969. — 224 с. — 28 000 экз.

#### 1970
- Быховский Б. Э. Джордж Беркли. (На обложке: Беркли). — М.: Мысль, 1970. — 220 с. — 28 000 экз.
- Володин А. Н. Герцен. — М.: Мысль, 1970. — 216 с. — 31 000 экз.

#### 1971
- Овсянников М. Ф. Гегель. — М.: Мысль, 1971. — 224 с. — 62 000 экз.

#### 1972
- Быховский Б. Э. Кьеркегор. (1813—1855). — М.: Мысль, 1972. — 240 с. — 44 000 экз.
- Нарский, И.С. Готфрид Лейбниц. (На обложке: Лейбниц). — М.: Мысль, 1972. — 240 с. — 40 000 экз.
- Табачников И. А. Григорий Сковорода. (На обложке: Сковорода). — М.: Мысль, 1972. — 208 с. — 36 000 экз.

#### 1973
- Горфункель А. Х. Джордано Бруно. (На обложке: Бруно). — М.: Мысль, 1973. — 176 с. — 40 000 экз.
- Заиченко Г. А. Джон Локк. (На обложке: Локк). — М.: Мысль, 1973. — 208 с. — 40 000 экз.
- Нарский И. С. Давид Юм. (На обложке: Юм). — М.: Мысль, 1973. — 180 с. — 95 000 экз.
- Сагадеев А. В. Ибн-Рушд (Аверроэс). (На обложке: Ибн-Рушд). — М.: Мысль, 1973.— 208 с. — 40 000 экз.
- Соколов В. В. Спиноза. — М.: Мысль, 1973. — 224 с.

#### 1974
- Быховский Б. Э. Гассенди. — М.: Мысль., 1974. — 204 с. — 70 000 экз.
- Субботин А. Л. Фрэнсис Бэкон. (На обложке: Ф. Бэкон). — М.: Мысль, 1974. — 176 с. — 100 000 экз.

#### 1975
- Асмус В. Ф. Платон. Изд. 2-е. — М.: Мысль, 1975. — 224 с. — 50 000 экз.
- Баскин М. П. Монтескьё. Изд. 2-е (изд. 1-е — 1965). — М.: Мысль, 1975. — 168 с. — 40 000 экз.
- Боргош Ю. Фома Аквинский / Пер. с польск. Изд. 2-е. — М.: Мысль, 1975. — 184 с. — 40 000 экз.
- Быховский Б. Э. Шопенгауэр. — М.: Мысль., 1975. — с. — экз.
- Гулыга А. В. Гердер. Изд. 2-е, доработ. (изд. 1-е — 1963). — М.: Мысль, 1975. — 184 с. — 40 000 экз.
- Длугач Т. Б. Дени Дидро. (На обложке: Дидро). — М.: Мысль, 1975. — 192 с. —
- Ляткер Я. А. Декарт. — М.: Мысль, 1975. — 200 с.
- Мееровский Б. В. Гоббс. — М.: Мысль, 1975. — 208 с. — 50 000 экз.

#### 1976
- Замалеев А. Ф. М. А. Фонвизин. (На обложке: Фонвизин). — М.: Мысль, 1976. — 200 с. — 50 000 экз.
- Кессиди Ф. Х. Сократ. — М.: Мысль, 1976. — 200 с. — 50 000 экз.
- Лазарев В. В.[1] Шеллинг. — М.: Мысль, 1976. — 200 с. — 40 000 экз.
- Нарский И. С. Иммануил Кант. (На обложке: Кант). — М.: Мысль, 1976. — 208 с. — 55 000 экз.
- Филатова Е. М. Белинский. — М.: Мысль, 1976. — 176 с. — 50 000 экз.

#### 1977
- Богуславский В. М. Ламетри. — М.: Мысль, 1977. — 160 с. — 50 000 экз.
- Костюченко В. С. Вивекананда. — М.: Мысль, 1977. — 192 с. — 50 000 экз.
- Ничик В. М. Феофан Прокопович. — М.: Мысль, 1977. — 192 с. — 60 000 экз.
- Соколов В. В. Спиноза. Изд. 2-е, испр. и доп. — М.: Мысль, 1977. — 224 с. — 50 000 экз.
  - 3-е издание этой книги вышло в другом издательстве: Соколов В.В. . — Изд. 3-е, стереотипное. — М.: Книжный дом «ЛИБРОКОМ», 2009. — 224 с. — (Из наследия мировой философской мысли: великие философы). — ISBN 978-5-397-00629-3.

#### 1978
- Кочарян М. Т. Поль Гольбах. (На обложке: Гольбах). — М.: Мысль, 1978. — 192 с. — 50 000 экз.
- Кузнецов В. Н. Франсуа Мари Вольтер. (На обложке: Вольтер). — М.: Мысль, 1978. — 224 с. — 60 000 экз.
- Курантов А. П., Стяжкин Н. И. Уильям Оккам. (На обложке: Оккам). — М.: Мысль, 1978. — 192 с. — 40 000 экз.
- Мамедов Ш. Ф. Мирза-Фатали Ахундов. (На обложке: Ахундов). — М.: Мысль, 1978. — 168 с. — 50 000 экз.
- Хинц Х. Ф. Гуго Коллонтай. (На обложке: Г. Коллонтай) / Пер. с польск. — М.: Мысль, 1978. — 216 с. — 50 000 экз.

#### 1979
- Быховский Б. Э. Сигер Брабантский. — М.: Мысль,1979. — 184 с. — 60 000 экз.
- Виц Б. Б. Демокрит. — М.: Мысль, 1979. — 212 с. — 80 000 экз.
- Кашуба М. В. Георгий Конисский. (На обложке: Конисский). — М.: Мысль, 1979. — 176 с. — 80 000 экз.
- Мееровский Б. В. Джон Толанд. (На обложке: Толанд). — М.: Мысль, 1979. — 192 с. — 100 000 экз.
- Стрельцова Г. Я. Блез Паскаль. (На обложке: Паскаль). — М.: Мысль, 1979. — 240 с. — 50 000 экз.

#### 1980
- Игнатенко А. А. Ибн-Хальдун. — М.: Мысль, 1980. — 160 с. — 50 000 экз.
- Киссель М. А. Джамбаттиста Вико. (На обложке: Вико). — М.: Мысль, 1980. — 200 с.
- Сагадеев А. В. Ибн-Сина (Авиценна). (На обложке: Ибн-Сина). — М.: Мысль, 1980. — 240 с.
- Урсул Д. Т. Николай Гаврилович Милеску Спафарий. (На обложке: Милеску Спафарий). — М.: Мысль, 1980. — 192 с. — 80 000 экз.

#### 1981
- Бычваров М., Бычварова Н. Пётр Берон. (На обложке: Берон) / Пер. с болгар. — М.: Мысль, 1981. — 232 с. — 60 000 экз.
- Подокшин С. А. Франциск Скорина. (На обложке: Скорина). — М.: Мысль, 1981. — 216 с. — 80 000 экз.
- Чанышев А. Н. Аристотель. — М.: Мысль, 1981. — 200 с. — 80 000 экз.

#### 1982
- Касымжанов А. Х. Абу-Наср аль-Фараби. (На обложке: Аль-Фараби). — М.: Мысль, 1982. — 200 с. — 10 000 экз.
- Кессиди Ф. Х. Гераклит. — М.: Мысль, 1982. — 200 с. — 50 000 экз.
- Колядко В. И. Бернард Больцано. (На обложке: Больцано). — М.: Мысль, 1982. — 200 с. — 50 000 экз.
- Кузнецов Б. Г. Ньютон. — М.: Мысль, 1982. — 176 с. — 50 000 экз.
- Панцхава И. Д. Петрици. — М.: Мысль, 1982. — 128 с. — 50 000 экз.
  - В конце книги на страницах 126—128 приведён список изданий, вышедших в серии «Мыслители прошлого» в 1964—1982 годах (63 издания).

#### 1983
- Громов М. Н. Максим Грек. — М.: Мысль, 1983. — 200 с. — 50 000 экз.
- Лосев А. Ф. Вл. Соловьёв. — М.: Мысль, 1983. — 208 с. — 60 000 экз.
- Покровский Н. Е. Генри Торо. (На обложке: Торо). — М.: Мысль, 1983. — 188 с. — 60 000 экз.
- Рожанский И. Д. Анаксагор. — М.: Мысль, 1983. — 142 с. — 60 000 экз.
- Хачатурян А. Б. М. Л. Налбандян. — М.: Мысль, 1983. — 144 с. — 60 000 экз.

#### 1984
- Бабий А. И. Дмитрий Кантемир. (На обложке: Кантемир). — М.: Мысль, 1984. — 176 с. — 60 000 экз.
- Богуславский В. М. Этьенн Бонно де Кондильяк. (На обложке: Кондильяк). — М.: Мысль, 1984. — 192 с. — 60 000 экз.

#### 1985
- Никоненко В. С. Добролюбов. — М.: Мысль, 1985. — 192 с. — 60 000 экз.
- Осиновский И. Н. Томас Мор. (На обложке: Мор). — М.: Мысль, 1985. — 176 с. — 70 000 экз.
- Сагадеев А. В. Ибн-Сина (Авиценна). (На обложке: Ибн-Сина). Изд. 2-е. — М.: Мысль, 1985. — 224 с. — 80 000 экз.
- Сёмушкин А. В. Эмпедокл. — М.: Мысль, 1985. — 192 с. — 60 000 экз.

#### 1986
- Длугач Т. Б. Дени Дидро. (На обложке: Дидро). Изд. 2-е, доработ. — М.: Мысль, 1986. — 192 с. — 70 000 экз.
- Субботин А. Л. Бернард Мандевиль. (На обложке: Мандевиль). — М.: Мысль, 1986. — 136 с. — 70 000 экз.
- Уткина Н. Ф. Михаил Васильевич Ломоносов. К 275-летию со дня рождения. (На обложке: Ломоносов). — М.: Мысль, 1986. — 224 с. — 140 000 экз.

#### 1987
- Чанышев А. Н. Аристотель. — М.: Мысль, 1987. — 224 с. — 70 000 экз.

#### 1988
- Заиченко Г. А.[2] Джон Локк. (На обложке: Локк). Изд. 2-е, доработ. — М.: Мысль, 1988. — 208 с. — 70 000 экз. — ISBN 5-244-00024-1.
- Каменский З. А. Тимофей Николаевич Грановский. (На обложке: Грановский). — М.: Мысль, 1988. — 192 с. — 70 000 экз. — ISBN 5-244-00025-X.
- Кессиди Ф. Х. Сократ. Изд. 2-е, дополн. — М.: Мысль, 1988. — 220 с. — 70 000 экз. — ISBN 5-244-00026-8.

#### 1989
- Свасьян К. А. Иоганн Вольфганг Гёте. (На обложке: Гёте). — М.: Мысль, 1989. — 192 с. — 70 000 экз. — ISBN 5-244-00266-X.

#### 1990
- Доброхотов А. Л. Данте Алигьери. (На обложке: Данте). — М.: Мысль, 1990. — 208 с. — 70 000 экз. — ISBN 5-244-00261-9.

#### 1994
- Лосев А. Ф. Вл. Соловьёв. Изд. 2-е, дополн. — М.: Мысль, 1994. — 232 с. — 50 000 экз. — ISBN 5-244-00793-9.

## Названия на обложке
1. Аль-Фараби / 1982
2. Анаксагор / 1983
3. Аристотель / 1981; 1987
4. Ахундов / 1978
5. Белинский / 1976
6. Беркли / 1970
7. Берон / 1981
8. Больцано / 1982
9. Бруно / 1965; 1973
10. Вивекананда / 1977
11. Вико / 1980
12. Вл. Соловьёв / 1983
13. Вольтер / 1978
14. Г. Коллонтай / 1978
15. Гассенди / 1974
16. Гегель / 1971
17. Гераклит / 1982
18. Гердер / 1963; 1975
19. Герцен / 1970
20. Гёте / 1989
21. Гоббс / 1975
22. Гольбах / 1978
23. Грановский / 1988
24. Данте / 1990
25. Декарт / 1975
26. Демокрит / 1979
27. Дидро / 1986
28. Добролюбов / 1985
29. Ибн-Рушд / 1973
30. Ибн-Сина / 1980; 1985
31. Ибн-Хальдун / 1980
32. Кампанелла / 1969
33. Кант / 1976
34. Кантемир / 1984
35. Кондильяк / 1984
36. Конисский / 1979
37. Кьеркегор / 1972
38. Ламетри / 1977
39. Лейбниц / 1972
40. Локк / 1973; 1988
41. Ломоносов / 1986
42. Максим Грек / 1983
43. Мандевиль / 1986
44. Милеску Спафарий / 1980
45. Монтескьё / 1965; 1975
46. Мор / 1985
47. Налбандян / 1983
48. Ньютон / 1982
49. Оккам / 1978
50. Паскаль / 1979
51. Петрици / 1982
52. Писарев / 1969
53. Платон / 1969; 1975
54. Сигер Брабантский / 1979
55. Сковорода / 1975
56. Скорина / 1981
57. Сократ / 1976
58. Спиноза / 1973; 1977
59. Толанд / 1979
60. Томас Пейн / 1969
61. Торо / 1983
62. Ф. Бэкон / 1974
63. Фейербах / 1967
64. Феофан Прокопович / 1977
65. Фихте / 1965
66. Фома Аквинский / 1975
67. Фонвизин / 1976
68. Хосе Марти / 1966
69. Шеллинг / 1976
70. Шопенгауэр / 1975
71. Эмпедокл / 1985
72. Эпикур / 1963
73. Юм / 1973